# Пиране (Призрен)
Пиране (алб. Piranë) је насељено место у општини Призрен, на Косову и Метохији. Према попису становништва из 2011. у насељу је живело 2.417 становника.

## Становништво
Према попису из 2011. године, Пиране има следећи етнички састав становништва:
| Националност | 2011.          |
| Албанци      | 2.213 (91,56%) |
| Ашкалије     | 200 (8,27%)    |
| Египћани     | 1 (0,04%)      |
| недоступно   | 3 (0,13%)      |
| Укупно       | 2.417          |

| Демографија | Демографија | Демографија |
| Година      | Становника  | Становника  |
| ----------- | ----------- | ----------- |
| 1948.       | 496         |             |
| 1953.       | 563         |             |
| 1961.       | 717         |             |
| 1971.       | 1.098       |             |
| 1981.       | 1.488       |             |
| 1991.       | 1.790       |             |
| 2011.       | 2.417       |             |